# Vedat Albayrak
Vedat Albayrak (4 de junho de 1993) é um judoca turco. Competiu nos Jogos Olímpicos de Verão de 2024 em Paris na categoria até 81Kg. Perdeu nas oitavas de final para o japonês Takanori Nagase.
O judoca turco Vedat Albayrak foi anteriormente Roman Moustopoulos (GRE), também conhecido como Vano Revazishvili (GEO). Tornou-se campeão europeu em 2021, em Lisboa, e em 2023, em Montpellier. Ganhou o bronze no Campeonato do Mundo de Baku em 2018. Conquistou a prata no Grande Prémio de Portugal em 2024. Venceu o Grande Prémio de Antalya em 2018 e 2021. Em 2013, Vedat conquistou o título europeu de juniores e uma medalha mundial de juniores. Foi medalha de bronze no World Masters de 2018 e 2019. Conquistou o ouro no Grand Slam de Budapeste em 2020. Venceu o Grand Slam em Baku em 2021. O seu pai é o medalhista mundial Giorgi Revazishvili.